# NGC 4655
NGC 4655 este o liner situată în constelația Câinii de Vânătoare. A fost descoperită în 9 aprilie 1787 de către William Herschel.